# 疏毛女娄菜
疏毛女娄菜（学名：Silene firma var. pubescens）为石竹科蝇子草属下的一个变种。

## 扩展阅读
- 維基物種上的相關：疏毛女娄菜